# Мобек (Манш)
Мобе́к (фр. Mobecq) — колишній муніципалітет у Франції, у регіоні Нормандія, департамент Манш. Населення — 249 осіб (2011).
Муніципалітет був розташований на відстані близько 290 км на захід від Парижа, 85 км на захід від Кана, 36 км на північний захід від Сен-Ло.

## Історія
До 2015 року муніципалітет перебував у складі регіону Нижня Нормандія. Від 1 січня 2016 року належав до нового об'єднаного регіону Нормандія.
1 січня 2016 року Мобек, Бодревіль, Больвіль, Глатіньї, Ла-Е-дю-Пюї, Монгардон, Сен-Ремі-де-Ланд, Сен-Семфор'ян-ле-Валуа i Сюрвіль було об'єднано в новий муніципалітет Ла-Е.

## Демографія
Динаміка населення (INSEE ):
Розподіл населення за віком та статтю (2006):
| Стать | Всього | До 15 років | 15-24 | 25-44 | 45-64 | 65-85 | Понад 85 |
| --- | ------ | ----------- | ----- | ----- | ----- | ----- | -------- |
| Чоловіки | 146    | 37          | 12    | 34    | 38    | 21    | 4        |
| Жінки | 133    | 30          | 13    | 33    | 37    | 16    | 4        |
| \| Статево-вікова піраміда \| Статево-вікова піраміда \| Статево-вікова піраміда \| \| ----------------------- \| ----------------------- \| ----------------------- \| \| Чоловіки \| Вік \| Жінки \| \| 4 \| 85 + \| 4 \| \| 4 \| 80-84 \| 0 \| \| 13 \| 75-79 \| 8 \| \| 0 \| 70-74 \| 0 \| \| 4 \| 65-69 \| 8 \| \| 0 \| 60-64 \| 4 \| \| 13 \| 55-59 \| 4 \| \| 8 \| 50-54 \| 8 \| \| 17 \| 45-49 \| 21 \| \| 13 \| 40-44 \| 4 \| \| 13 \| 35-39 \| 17 \| \| 4 \| 30-34 \| 4 \| \| 4 \| 25-29 \| 8 \| \| 8 \| 20-24 \| 0 \| \| 4 \| 15-20 \| 13 \| \| 8 \| 10-14 \| 17 \| \| 21 \| 5-9 \| 0 \| \| 8 \| 0-4 \| 13 \| |        |             |       |       |       |       |          |
| Статево-вікова піраміда |        |             |       |       |       |       |          |
| Чоловіки | Вік    | Жінки       |       |       |       |       |          |
| 4 | 85 +   | 4           |       |       |       |       |          |
| 4 | 80-84  | 0           |       |       |       |       |          |
| 13 | 75-79  | 8           |       |       |       |       |          |
| 0 | 70-74  | 0           |       |       |       |       |          |
| 4 | 65-69  | 8           |       |       |       |       |          |
| 0 | 60-64  | 4           |       |       |       |       |          |
| 13 | 55-59  | 4           |       |       |       |       |          |
| 8 | 50-54  | 8           |       |       |       |       |          |
| 17 | 45-49  | 21          |       |       |       |       |          |
| 13 | 40-44  | 4           |       |       |       |       |          |
| 13 | 35-39  | 17          |       |       |       |       |          |
| 4 | 30-34  | 4           |       |       |       |       |          |
| 4 | 25-29  | 8           |       |       |       |       |          |
| 8 | 20-24  | 0           |       |       |       |       |          |
| 4 | 15-20  | 13          |       |       |       |       |          |
| 8 | 10-14  | 17          |       |       |       |       |          |
| 21 | 5-9    | 0           |       |       |       |       |          |
| 8 | 0-4    | 13          |       |       |       |       |          |

## Економіка
2010 року серед 156 осіб працездатного віку (15—64 років) 118 були активними, 38 — неактивними (показник активності 75,6%, у 1999 році було 72,3%). З 118 активних мешканців працювало 110 осіб (58 чоловіків та 52 жінки), безробітними було 8 (4 чоловіки та 4 жінки). Серед 38 неактивних 11 осіб було учнями чи студентами, 14 — пенсіонерами, 13 були неактивними з інших причин.

У 2010 році в муніципалітеті числилось 98 оподаткованих домогосподарств, у яких проживали 257,0 особи, медіана доходів виносила 16 293 євро на одного особоспоживача